# Daimothoracodes rugomarginatus
Daimothoracodes rugomarginatus är en skalbaggsart som beskrevs av Federico Ocampo 2005. Daimothoracodes rugomarginatus ingår i släktet Daimothoracodes och familjen Hybosoridae. Inga underarter finns listade i Catalogue of Life.